# Felnac
Felnac (en hongrois : Fönlak) est une commune du județ d'Arad, Roumanie qui compte 2 931 habitants.
La commune est composée de 2 villages : Călugăreni et Felnac.

## Culture
D'après le recensement de 2011, la commune compte 2 931 habitants, en augmentation par rapport au recensement de 2002 où elle en comptait 2 859.